# Grand Hôtel du Lévrier et de l'Aigle Noir
Het Grand Hôtel du Lévrier et de l'Aigle Noir (voorheen Hôtel du Lévrier of Hotel den Hasewind; na 1977 Grande Maison du Lévrier et de l'Aigle Noir; vanaf 2020 Grand Hotel Maastricht in aanbouw) is een monumentaal gebouw in het centrum van de Nederlandse stad Maastricht. Het complex aan de Boschstraat bestond oorspronkelijk uit vier woonhuizen, die begin negentiende eeuw werden samengevoegd tot één hotel. Het gold lange tijd als het meest exclusieve logeeradres in Maastricht. Na diverse andere bestemmingen te hebben gehad, werd het vanaf 2020 opnieuw verbouwd tot luxehotel. Om diverse redenen heeft de opening anno 2025 nog niet plaatsgevonden. Het gebouw is sinds 1966 een rijksmonument.

## Geschiedenis

### 19e eeuw: ontstaansgeschiedenis

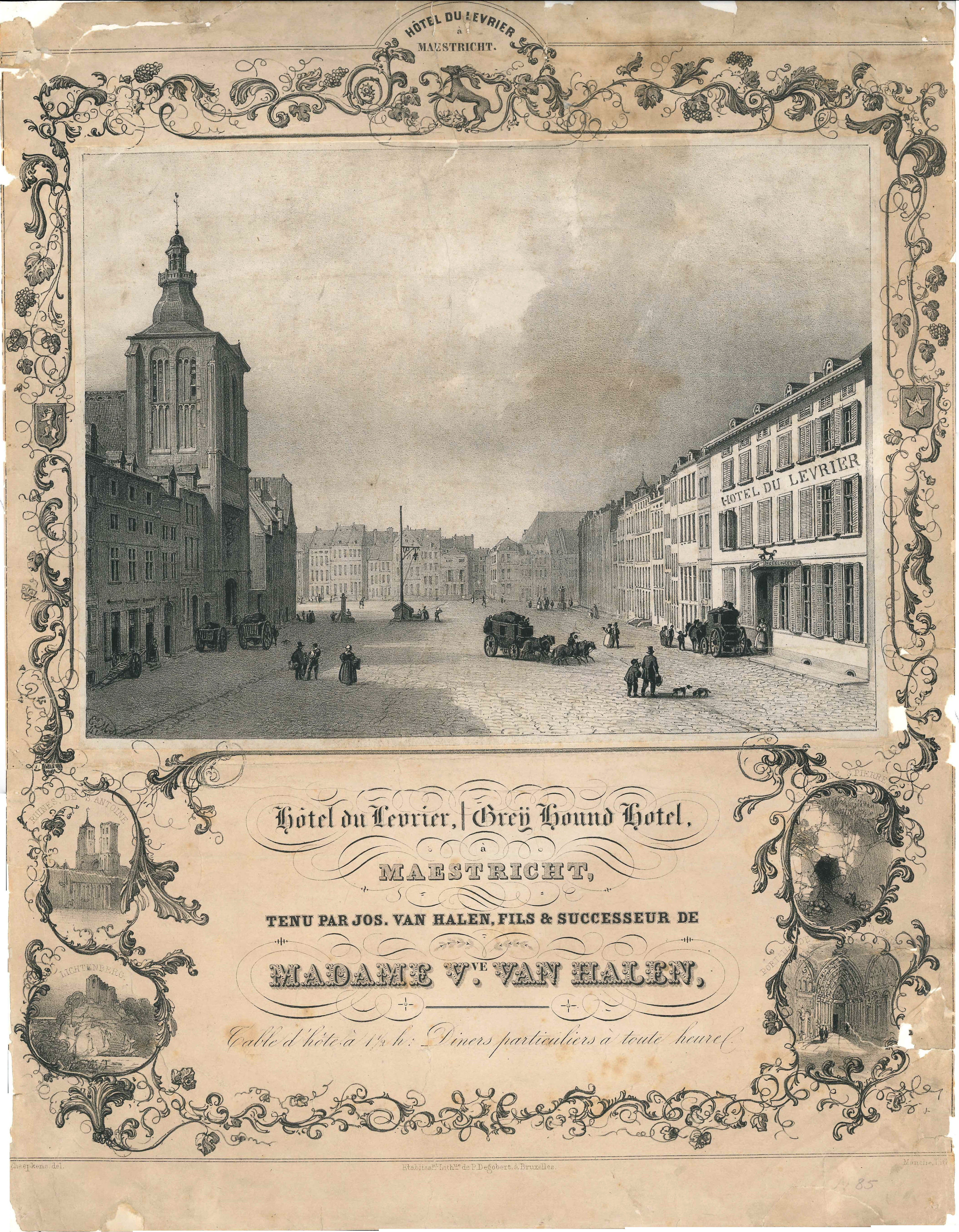
Reclameprent Hôtel du Levrier (litho Alexander Schaepkens, 1840-1847)

Het pand Boschstraat 76 bestond in de achttiende eeuw uit vier afzonderlijke huizen. In 1802 kocht de eigenaar van een van die panden, een zekere Hendrik Neven (1760-1805), het naastgelegen pand, waarna de twee middelste panden konden worden samengevoegd tot het 'Hotel Den Hasewind', in de Franse Tijd verfranst tot 'Hôtel du Lévrier' (soms gespeld zonder accenten: 'Hotel du Levrier'). Neven overleed in 1805 en zijn weduwe Margaretha Neven-Simon (1772-1849) erfde het hotel. Ze hertrouwde in 1806 met de jurist, later notaris Jean François van Halen (1762-1822).  Het combineren van de bedrijfsvoering van het hotel en het bestieren van een groot gezin, moet een zware taak zijn geweest voor Margaretha Simon. Na de dood van haar tweede echtgenoot nam zij omstreeks 1827 voor het hotel een directeur in dienst. Een zoon uit het tweede huwelijk, Josef van Halen (1813-1888), nam in 1840 het hotel voor ruim 22.000 gulden over.  Rijk geworden, verkocht hij het in 1859 aan Aloys Bonn (1818-1870), oorspronkelijk uit Aken afkomstig en sinds 1845 eigenaar van Hotel Du Casque in de Helmstraat. Na diens dood in 1870 zette zijn weduwe, Dorothea Hubertina Bonn-Heintze (1821-1902), de exploitatie voort.

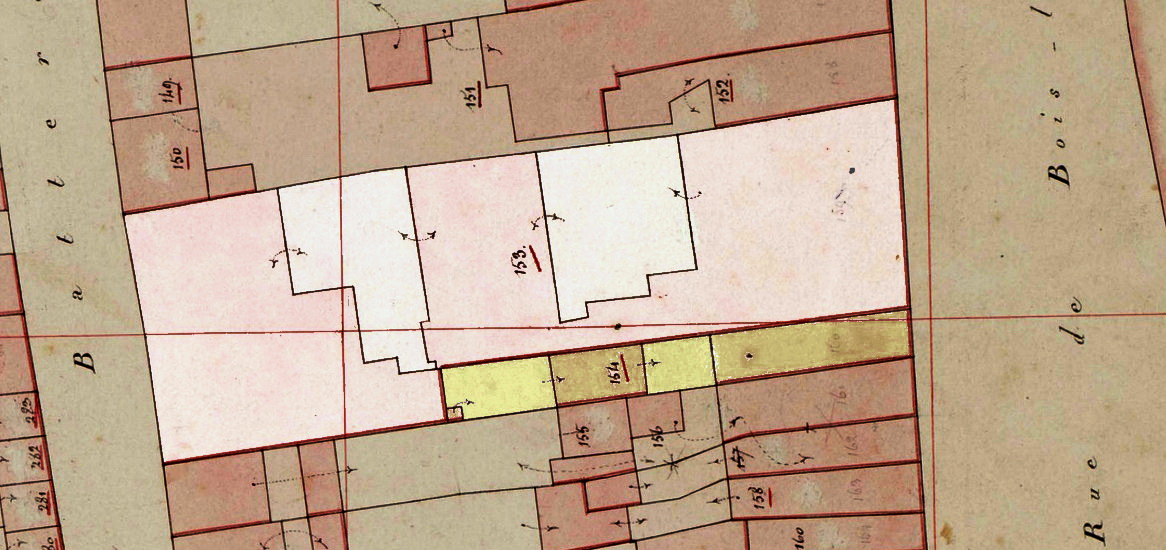
Detail kadasterkaart, 1823-1830. Links de Batterijstraat, rechts de Boschstraat. Perceel 153 (licht getint) is Den Hasewind/Du Lévrier; perceel 154 (in geel) de uitbreiding van 1851

Het hotel werd – met twee andere Maastrichtse logiesgelegenheden – reeds aanbevolen in het boek Reis door België, in 1814 en 1815. In 1802, 1812 en 1822 vonden aanpassingen aan het gebouw plaats. Mogelijk is bij die laatste verbouwing het derde, meest rechts gelegen pand bij het hotel gevoegd. Het vierde pand, geheel links gelegen, verwierf Josef van Halen in 1851. Het hotel, soms al aangeduid als 'grand hotel', had in deze periode een uitstekende naam en er logeerden tal van beroemdheden. In het restaurant werd verse zalm uit de Maas geserveerd en wilde aardbeien uit de bossen in de omgeving.
Een belangrijke bron voor de negentiende-eeuwse geschiedenis van het hotel is een reclameprent uit de jaren 1840. Het betreft een in Brussel uitgegeven lithografie van de hand van de Maastrichtse kunstenaar en amateur-historicus Alexander Schaepkens (1815-1899). De hoofdafbeelding is een gezicht op de Boschstraat, gezien vanuit het noorden in de richting van de Markt. Links is de Sint-Matthiaskerk te herkennen; rechts – in de zon – het Hotel du Lévrier. Aan het aantal vensters en de positionering van de inrijpoort is te zien dat het linker pand nog niet was toegevoegd. Alle vensters zijn voorzien van blinden en op de gevel staat: HOTEL DU LEVRIER. Diezelfde naam staat op de enigszins vertekende luifel boven de poort. Boven op de luifel staat een beeld of reliëf van een hazewindhond. Voor het hotel staat een koets geparkeerd met aankomende of vertrekkende hotelgasten. Een andere, met vier paarden bespannen koets, mogelijk een postkoets, lijkt op weg naar het hotel. Het gezicht op de Boschstraat wordt omrand met guirlandes, waarin onder andere een hazewindhond en het wapen van Maastricht zijn verwerkt. Daaronder bevindt zich een reclametekst met onder andere de naam van het hotel in het Frans en Engels ("Greij Hound Hotel"), de naam van de eigenaar ("Jos. van Halen, fils & successeur de Madame V.ve Van Halen") en een viertal afbeeldingen van Maastrichtse bezienswaardigheden.

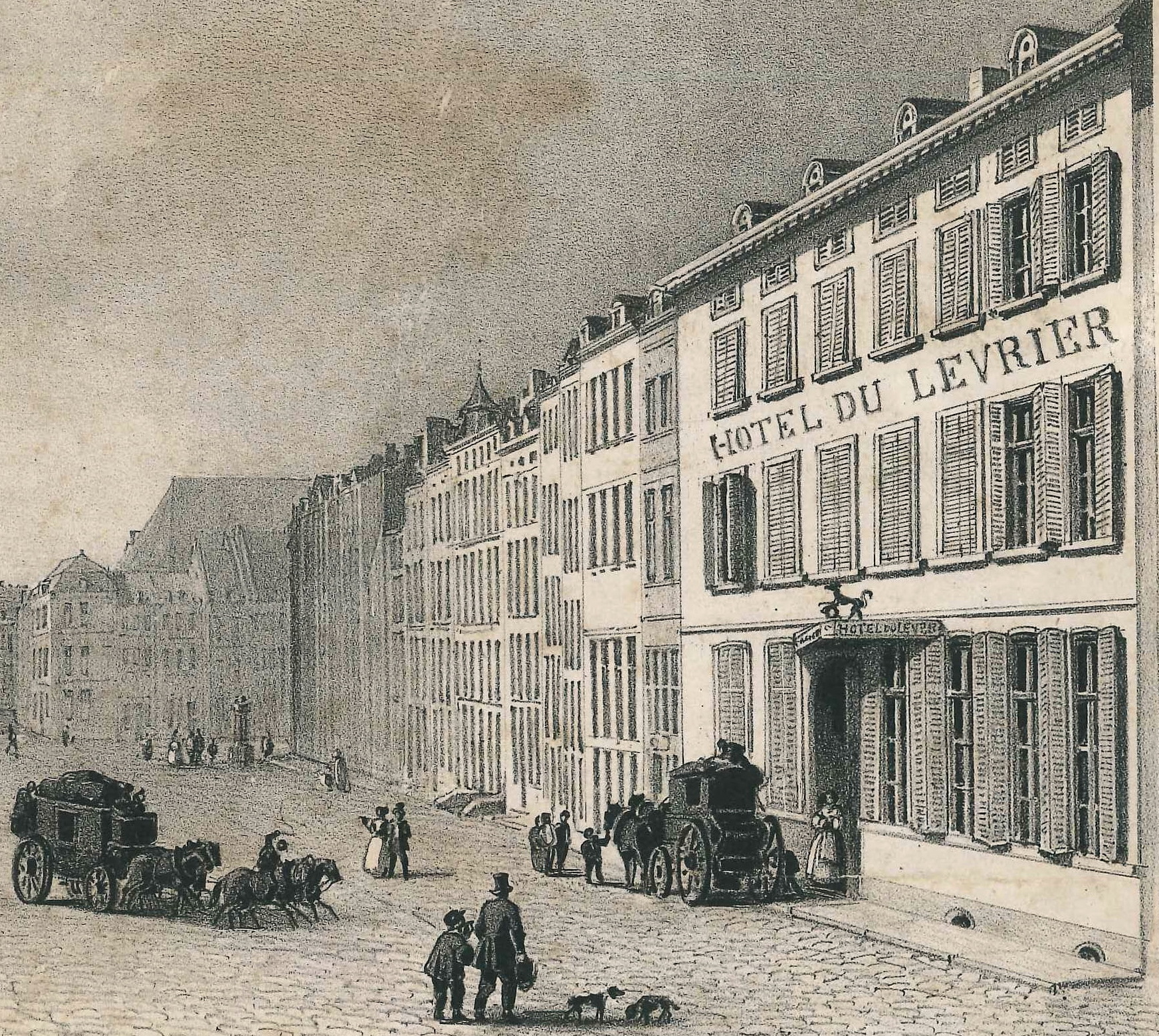
Hôtel du Levrier, 1840-1847 (detail reclameprent)
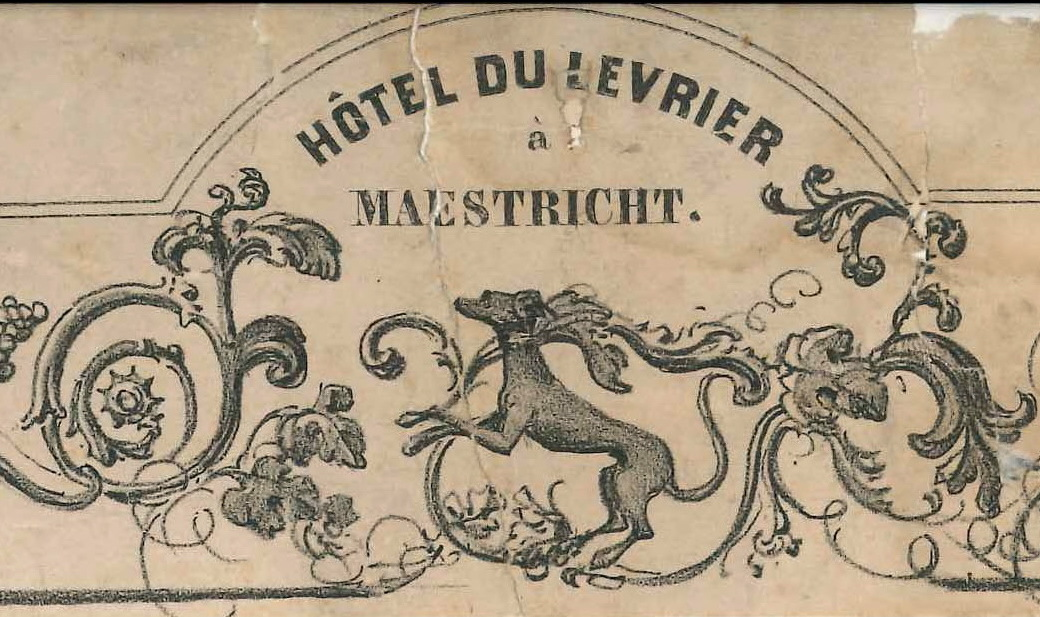
Detail reclameprent met hazewindhond
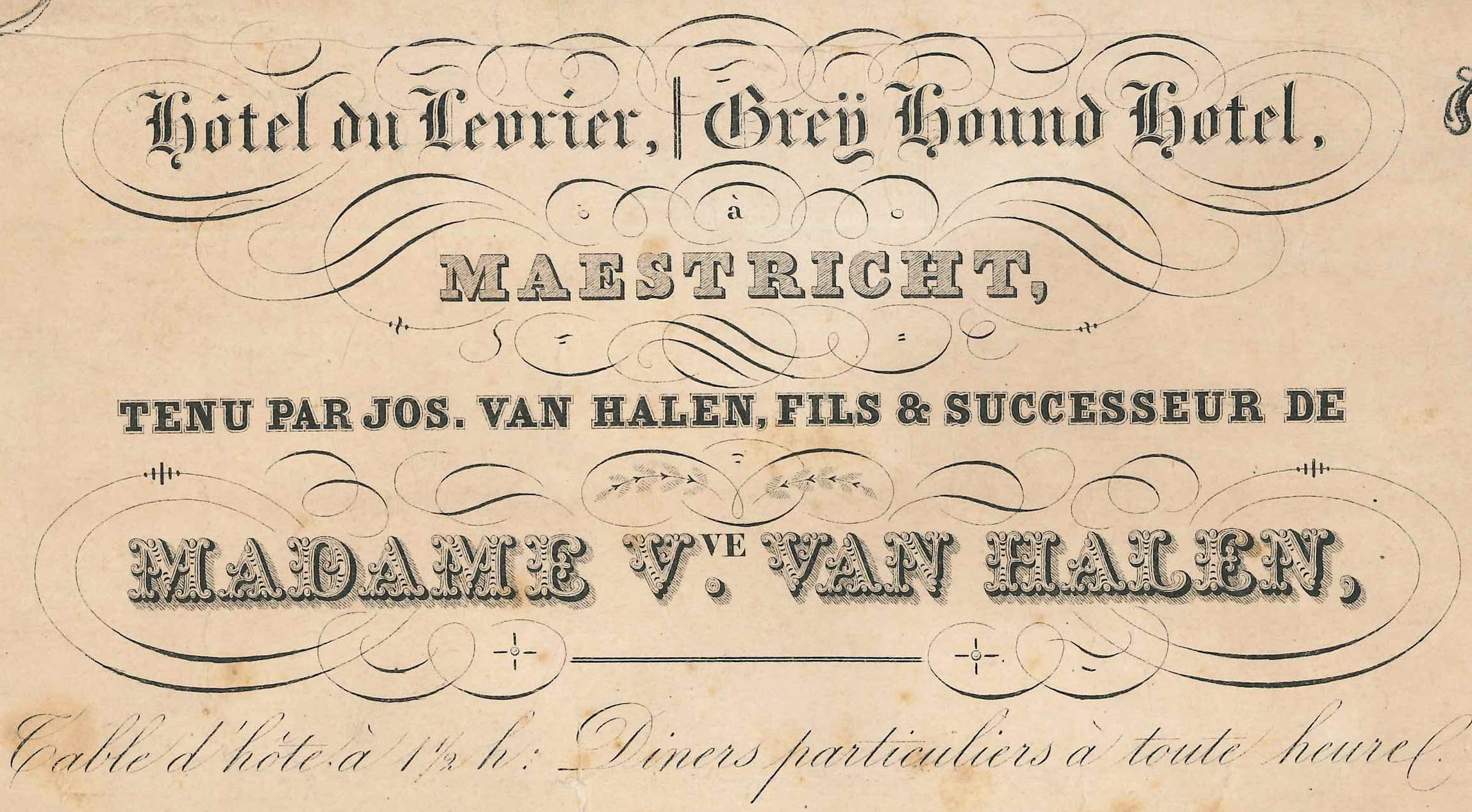
Detail reclameprent met tweetalige aanduiding
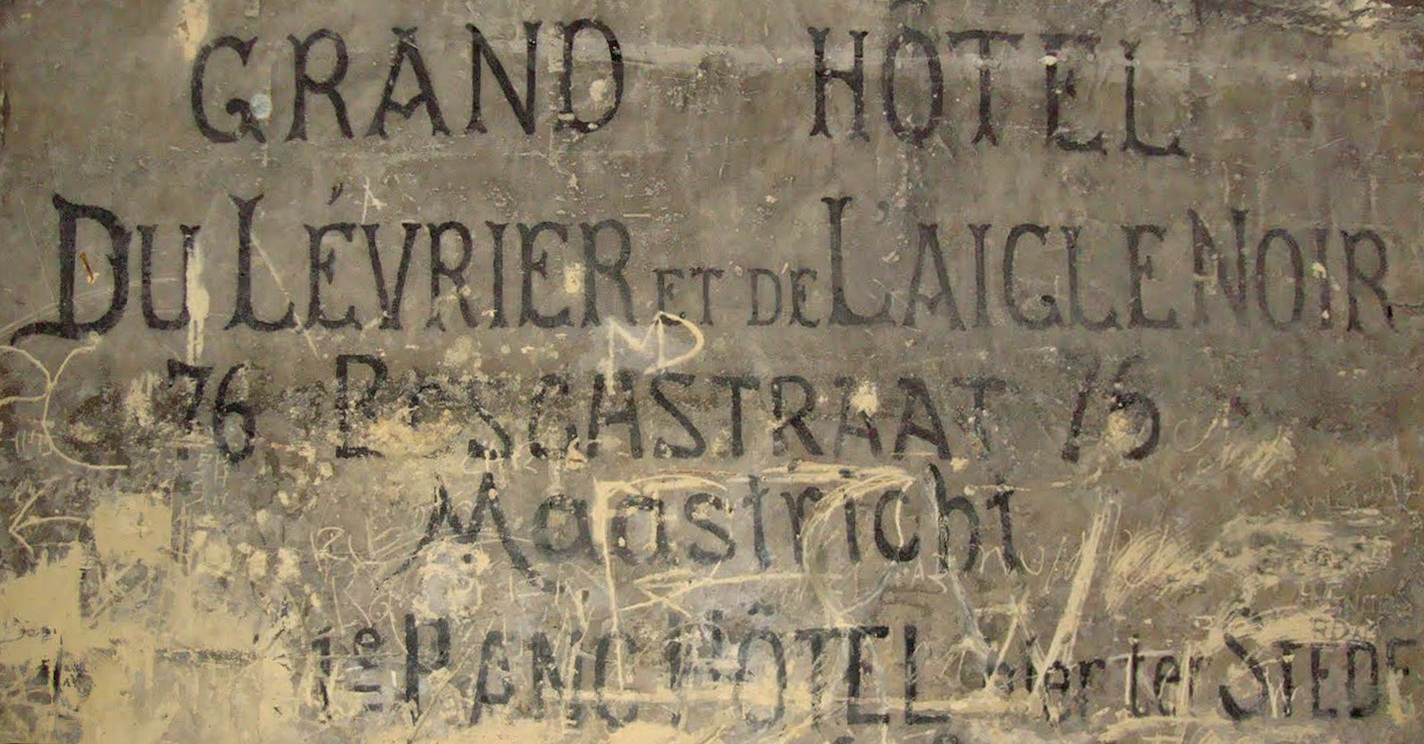
Advertentie in Gangenstelsel Zonneberg, ca. 1900?

### 1900-1950: 'grand hotel' en achteruitgang
In 1897 verkocht de weduwe Bonn het Hôtel du Lévrier aan Eduard Constantijn van Nispen (1855-1926), de eigenaar van het aan de overkant gelegen Hotel de l'Aigle Noir ("de zwarte adelaar"). Vanaf dat moment werd de nieuwe naam van het hotel een samentrekking van de namen van de beide voorgangers: Grand Hôtel du Lévrier et de l'Aigle Noir (soms zonder accenten en met kleine letter 'n').
Ook in deze periode logeerden er illustere gasten, waaronder de schrijvers Joseph Alberdingk Thijm en Lodewijk van Deyssel, en de componist Alphons Diepenbrock. Omstreeks 1900 adverteerde Van Nispen zelfbewust: "Unique Maison du 1er ordre de la ville". Nog in 1910 presenteerde het hotel zich in De Maasbode als "Eenig 1e kl. Hotel ter steede" en, omdat men adverteerde in een katholiek dagblad: "Bijzonder aanbevolen voor H.H. Geestelijken en Familiën". Eigenaar was in die jaren B.G. Krusemeijer. Vanaf 1916 werd hij opgevolgd door W.G. van Egerschot.
Waarschijnlijk ondervond het hotel in de loop van de twintigste eeuw in toenemende mate concurrentie van andere hotels in het hogere segment: Hotel Derlon (al sinds 1870 een geduchte concurrent), Hotel Willems (geopend in 1886), Grand Hotel de l'Empereur (1902), Hotel Beaumont (1912) en Hotel Du Casque (in 1933 vernieuwd). In elk geval werd in een advertentie in het Natuurhistorisch Maandblad van januari 1929 niet meer gerept van het enige eersteklashotel in de stad.

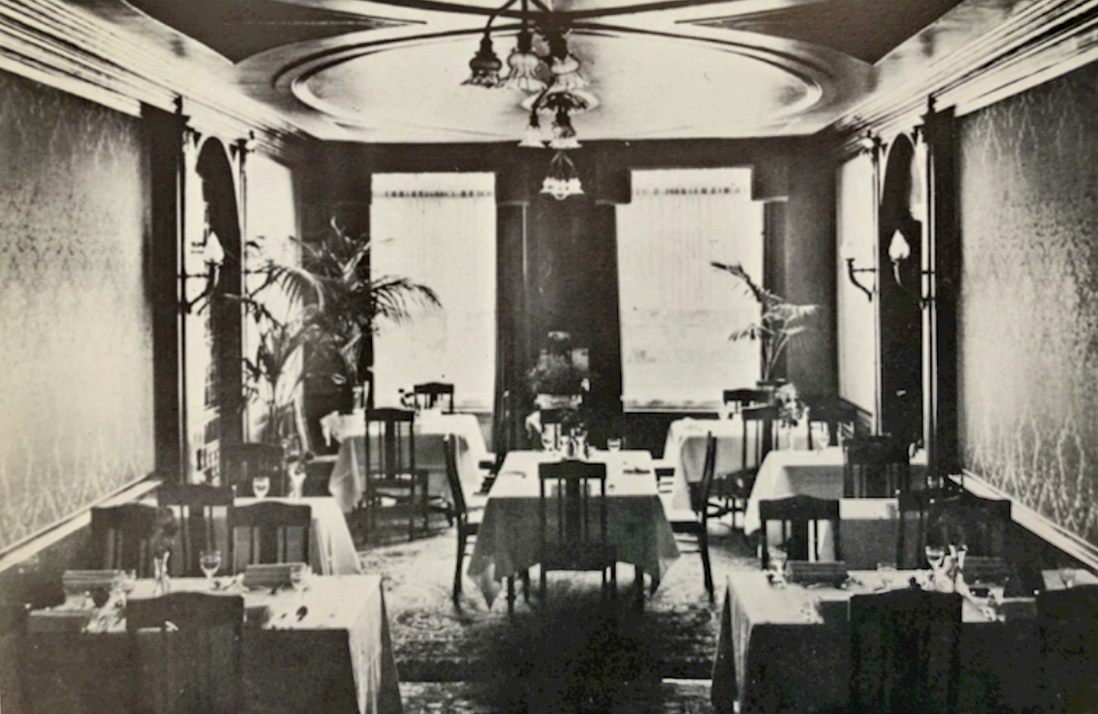
Eetzaal, begin 20e eeuw
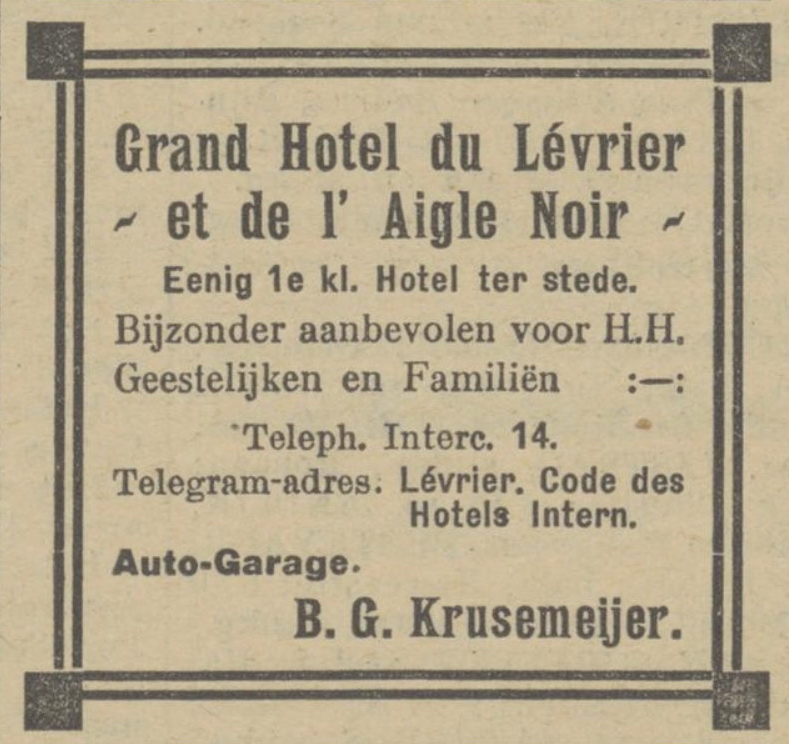
Advertentie uit 1910
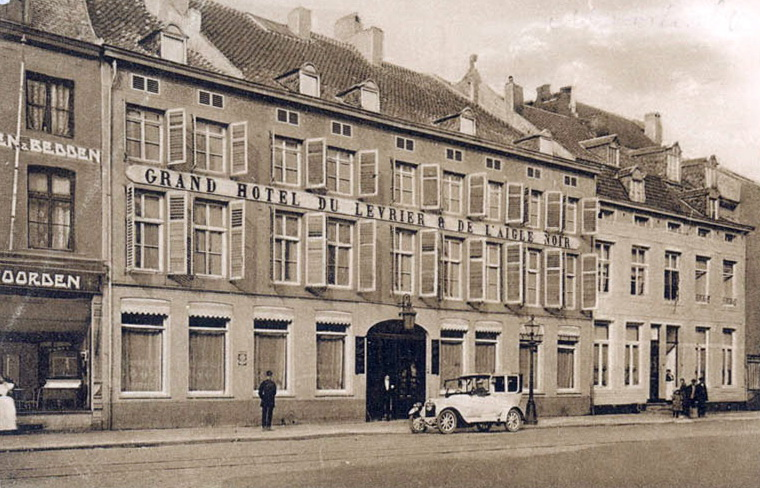
Het hotel in de jaren 1920
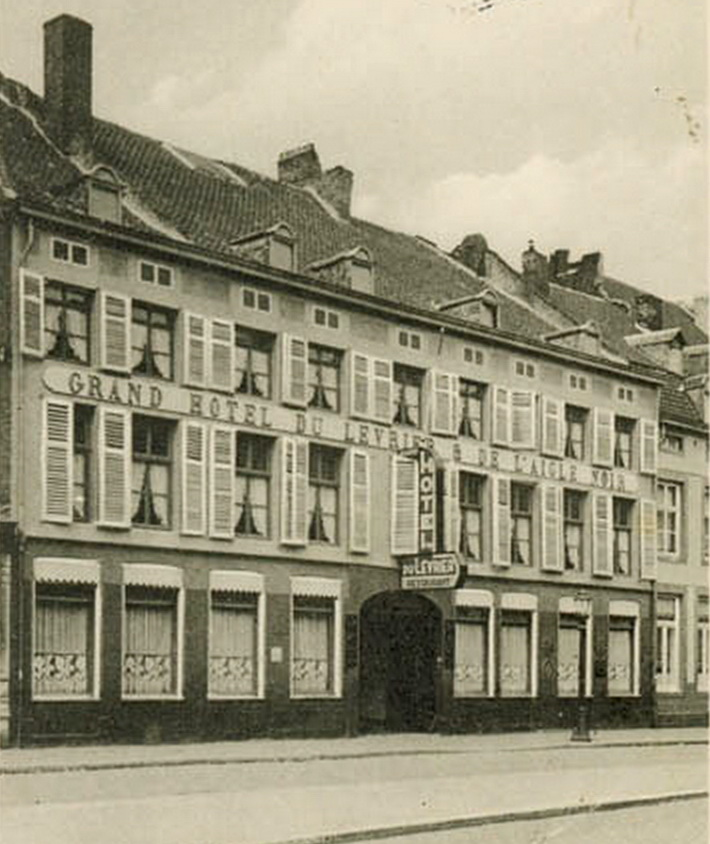
Het hotel in de jaren 1930/40

### 1950-2010: hotelschool en LIOF

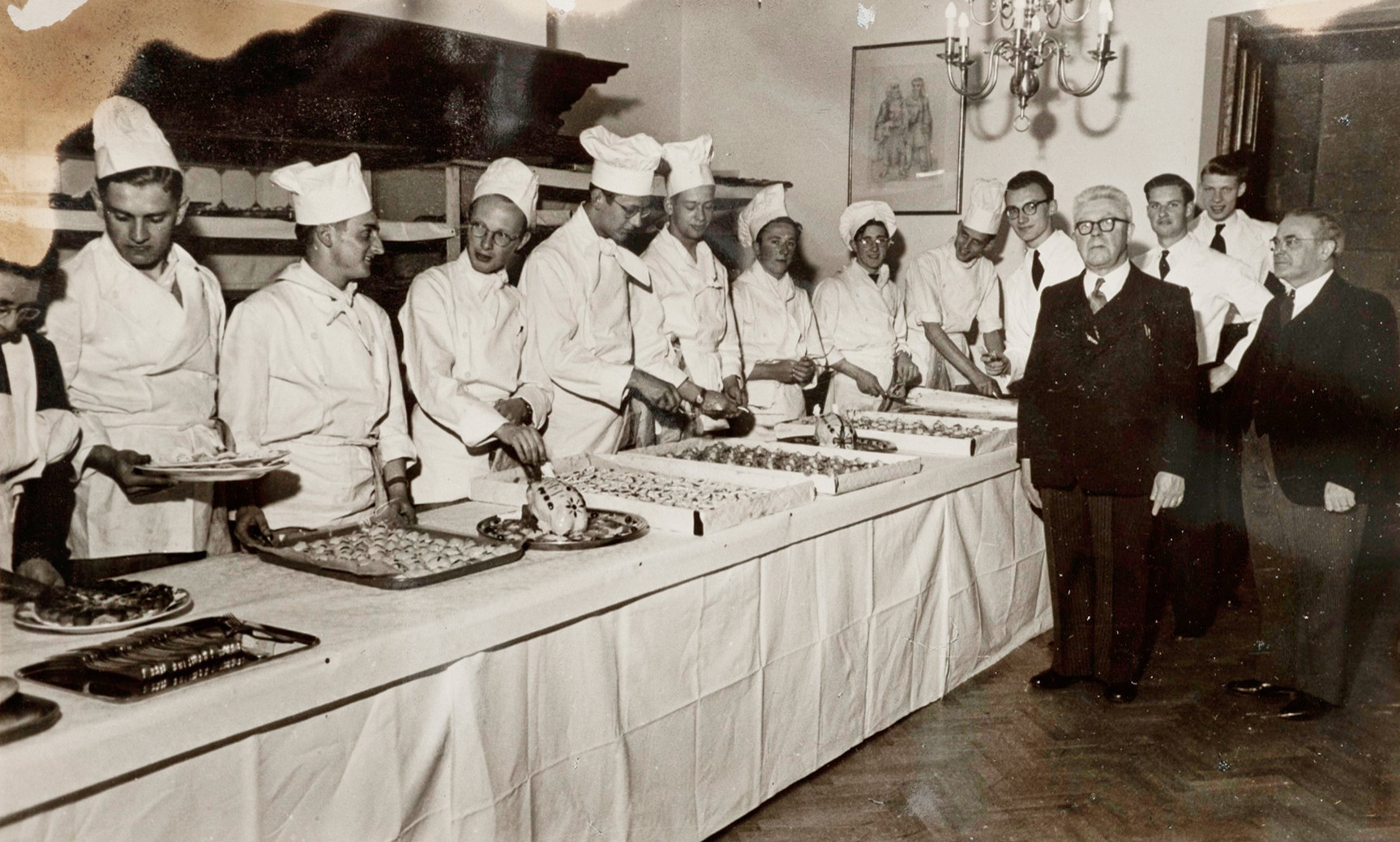
Directeur Willem Beaumont (onder de kroonluchter) poseert met studenten tijdens de opening van de Hotelvakschool

In 1950 ging in het toen al bijna anderhalve eeuw bestaande hotel de nieuw opgerichte Katholieke Middelbare Hotelvakschool van start. De school was een initiatief van de toenmalige hoteleigenaar, Willem Beaumont, die van 1912 tot 1947 eigenaar van Hotel Beaumont in Wyck was geweest. Het voorste gedeelte van het gebouw bleef nog enige tijd in gebruik als hotel. Vanaf 1952 was Jacques Brouwers, de vader van Jeroen Brouwers, er enige tijd bedrijfsleider. Waarschijnlijk woonde zijn gezin in het hotel. In 1953 werd de school erkend door het Rijk en in 1963 werd het een hoger beroepsopleiding en veranderde de naam in Katholieke Hogere Hotelschool Maastricht. In 1971 vertrok de hotelschool naar Kasteel Bethlehem in Limmel, waar al sinds 1953 studenten gehuisvest waren.
Na enkele jaren van leegstand verwierf de Limburgse regionale ontwikkelingsmaatschappij LIOF het gebouw in 1975. Er volgde een ingrijpende restauratie, waarbij tevens de bebouwing op het binnenterrein tussen Boschstraat en Batterijstraat werd gesloopt om parkeerruimte te creëren. In 1977 betrok LIOF het in oude luister herstelde pand. Omstreeks 2010 besloot de investeringsbank het gebouw af te stoten en vanaf dat jaar stond het gebouw te koop met een aanvankelijke vraagprijs van € 2.650.000.

### Na 2010: Grand Hotel Maastricht

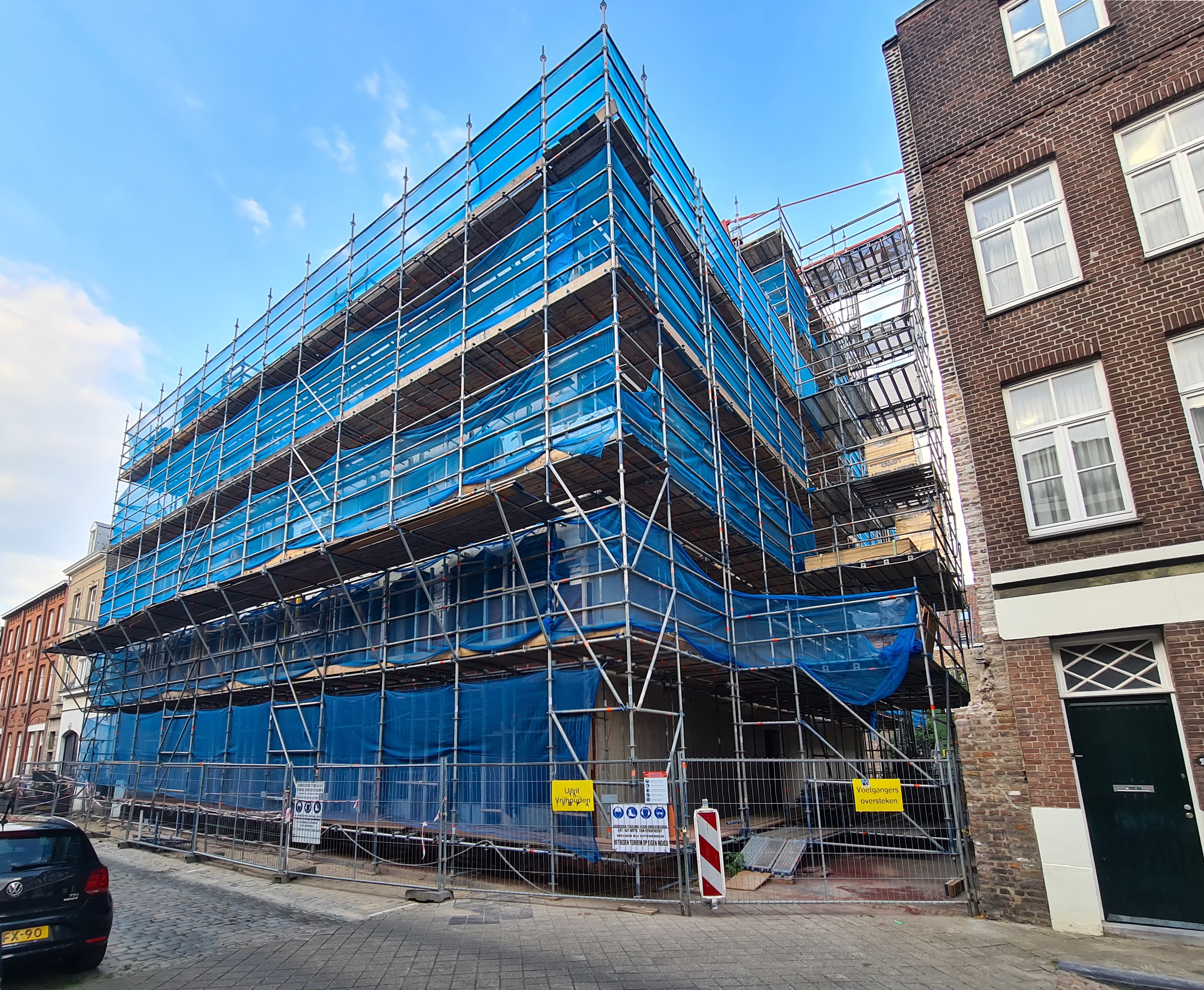
Bouwplaats aan de Batterijstraat, juli 2022

In 2017 kocht de Maastrichtse (hotel)ondernemer Benoit Wesly het pand aan de Boschstraat. Wesly besloot er een luxehotel te vestigen, naar eigen zeggen "het mooiste vijfsterrenhotel van Europa" ofwel "5-sterren-plus", het Grand Hotel Maastricht. Het hotel, dat 56 kamers zal tellen, wordt ontwikkeld door projectontwikkelaar Goevaers uit Best. Het ontwerp is van de hand van de AMA Group, opgericht door Arno Meijs. In 2017 verhuisde LIOF naar een kantoorgebouw elders in Maastricht. In 2019 verleende de Gemeente Maastricht toestemming voor de restauratie en verbouwing van het monumentale gebouw aan de Boschstraat, alsmede sloop en nieuwbouw op het achterterrein. Om het beoogde aantal kamers en andere hotelfuncties te kunnen huisvesten, is een verdiepte binnentuin aangelegd, waaraan een uitbreiding van zeven bouwlagen grenst, die aan de kant van de Batterijstraat vier verdiepingen telt. De bouw, die in 2020 begon, werd tweemaal stilgelegd, onder andere vanwege fouten bij de bouw en bezwaren van omwonenden.
Toekomstig exploitant zou de Xelat Groep worden, het bedrijf van eigenaar Benoit Wesly dat ook Hotel Derlon in Maastricht exploiteert. De exploitant sloot een meerjarige overeenkomst afgesloten met het Amerikaanse The Leading Hotels of the World. Bij deze hotelketen zijn wereldwijd circa 400 vijfsterrenhotels aangesloten, waaronder in Nederland Hotel de L'Europe, Hotel Okura en Conservatorium Hotel, alle in Amsterdam. De overeenkomst behoorde tot de voorwaarden van de Gemeente Maastricht om de oprichting van het nieuwe hotel toe te staan; de overeenkomst moest het vijfsterrenniveau van het hotel waarborgen. In 2025 werd bekend dat Wesly afzag van de exploitatie en dat Maastrichtenaar Thijs Merks de nieuwe uitbater zou worden.

## Erfgoed
Het pand Boschstraat 76 is het voormalige Grand Hôtel du Lévrier et de l'Aigle Noir, in de loop van de negentiende eeuw ontstaan uit een viertal afzonderlijke panden. Waarschijnlijk zijn er inpandig delen van de oorspronkelijke panden bewaard gebleven. Het laatst toegevoegde pand, het linkerdeel, is nog herkenbaar aan het iets lagere dak. Vanwege deze bouwhistorie is de lijstgevel niet geheel symmetrisch. De koetspoort is min of meer centraal geplaatst. De gedeeltelijk wit gesausde gevel heeft met negen traveeën een indrukwekkende breedte. Bij de restauratie in de jaren 1970 is de stuclaag op de begane grond vervangen door een bekleding met Naamse steen. Daarbij is ook de roedeverdeling van de vensters op de begane grond hersteld. De op oude afbeeldingen zichtbare dakkapellen en blinden zijn na deze restauratie niet teruggekomen. De tekst op de gevel werd in 1977 aangepast; in plaats van 'Grand Hotel' stond er daarna 'Grande Maison'.
Het negentiende-eeuwse interieur is deels intact met onder andere marmerimitaties, sierstucwerk, een houten trap, lambriseringen en deuren, en een vestibule met elegante pilaren. Bijzonder is ook de fraai betegelde koetsdoorgang of porte-cochère. De zes hier aanwezige tegeltableaus zijn rond 1900 vervaardigd in de Belgische Manufacture de Ceramiques Décoratives – Majoliques de Hasselt, werkzaam tussen 1895 en 1954. De twee centrale tableaus, met zwierige jugendstillijnen, doen denken aan het werk van de Belgische schilder Jacques Madyol, die enige tijd voor de Hasseltse fabriek werkte.
Het voormalige pand Batterijstraat 13-17 betrof een dubbel woonhuis in eenvoudige eclectische stijl, dat de status van gemeentelijk monument bezat. Het pand is in 2020 gesloopt voor de nieuwbouw van Grand Hotel Maastricht.

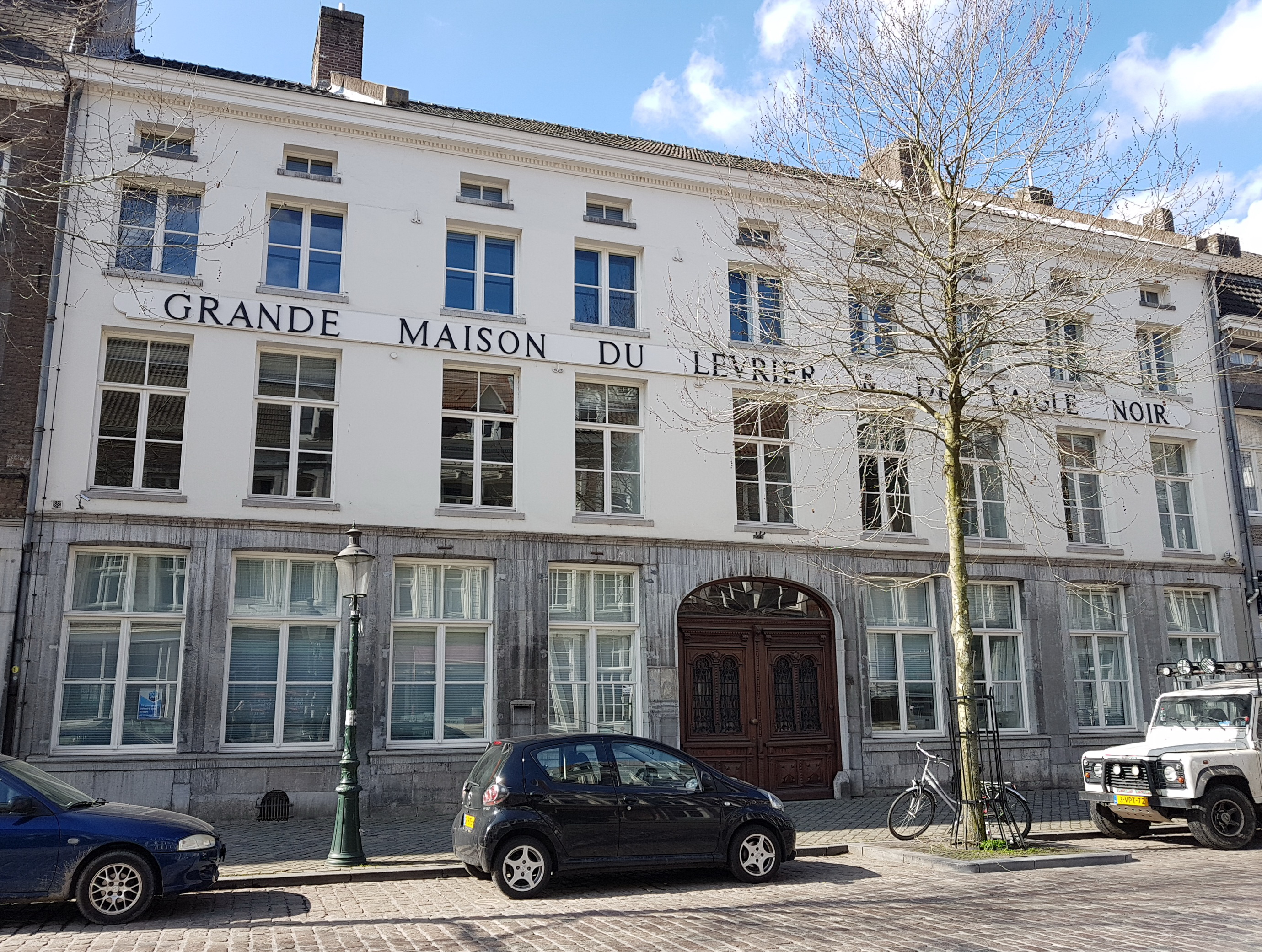
Boschstraat 76
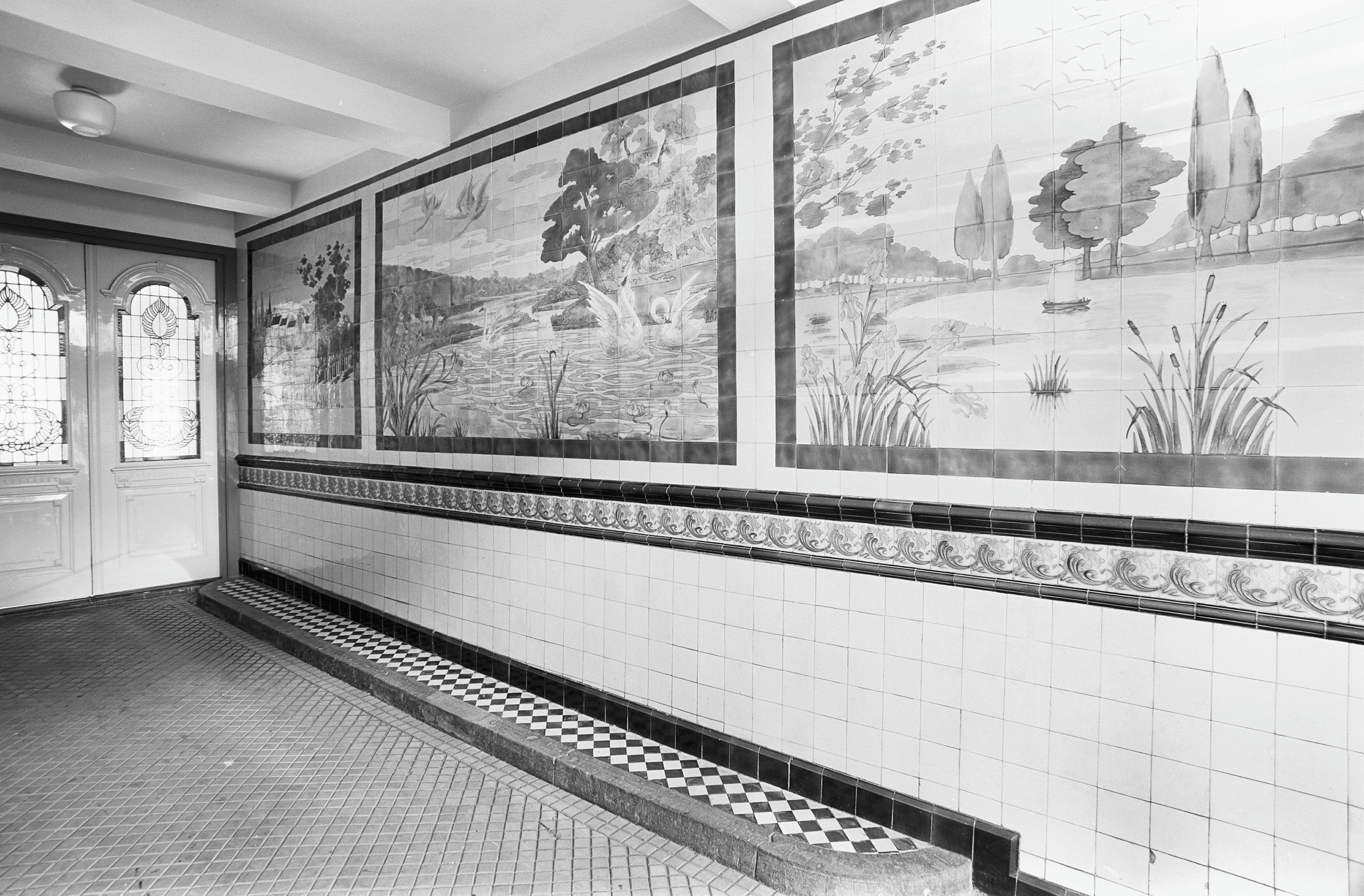
Idem, entree met tegelwand
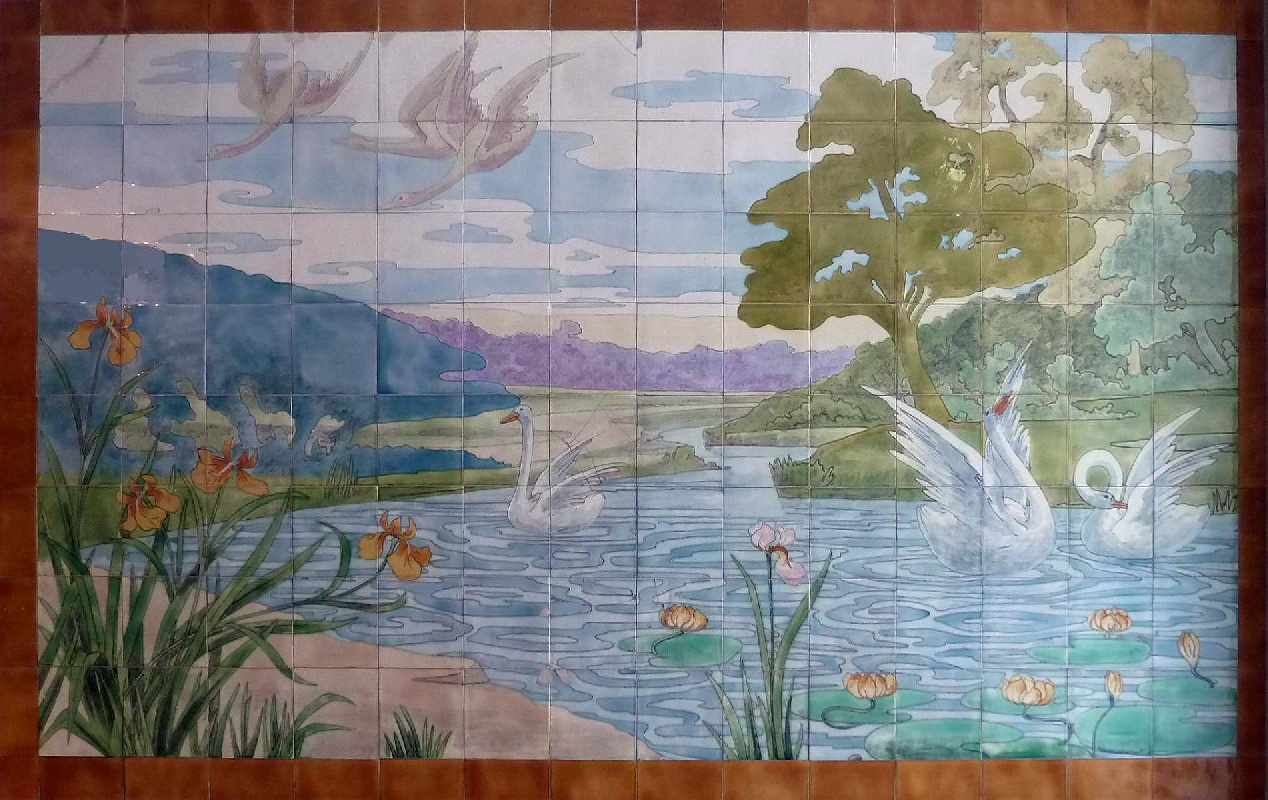
Idem, tegeltableau
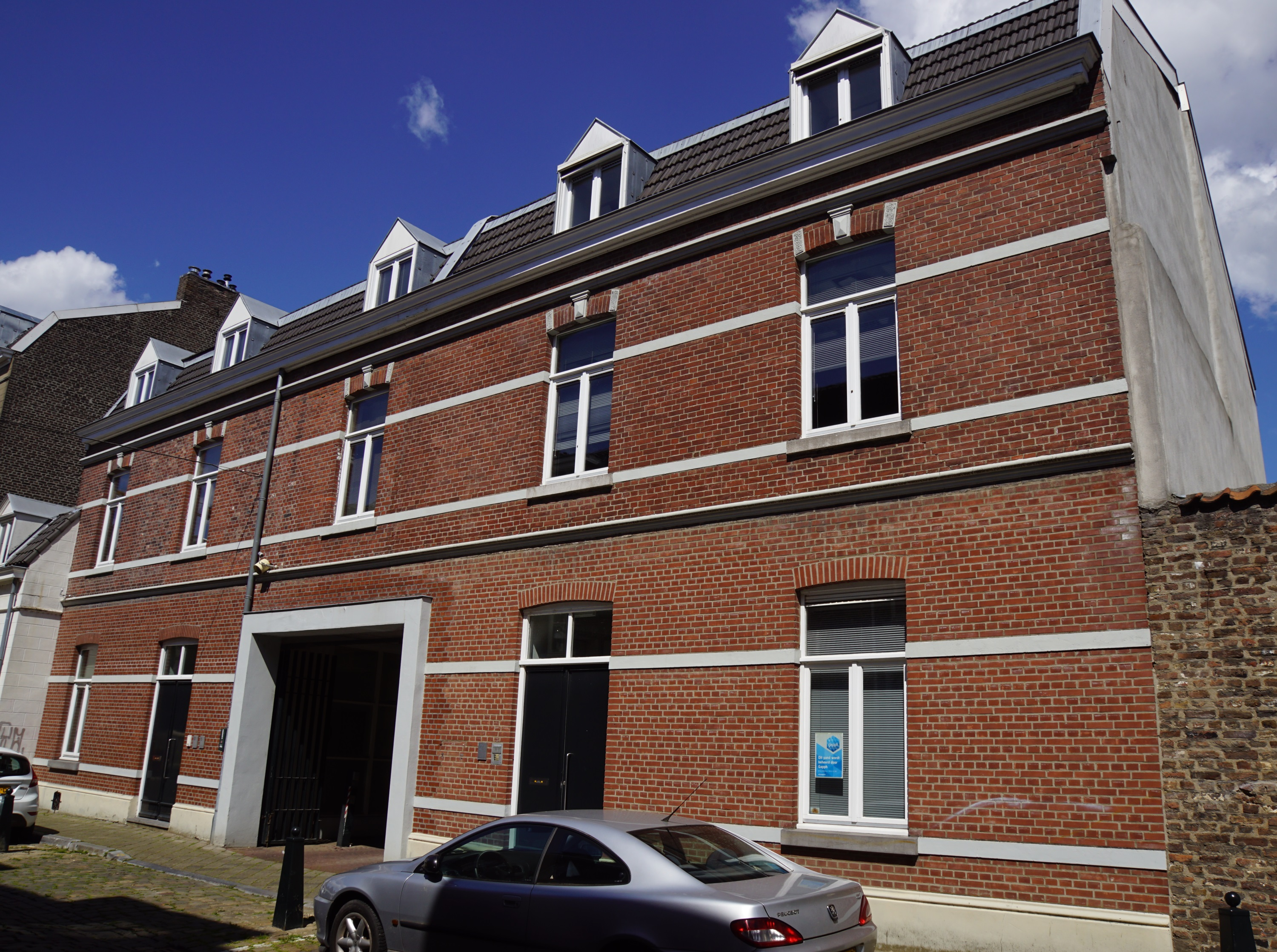
Batterijstraat 13-17 (gesloopt)